# Невяжский, Яков Исаакович
Яков Исаакович Невяжский (2 сентября 1902 — 1975) — советский учёный, инженер, организатор производства танковых двигателей. В 1952—1975 профессор и заведующий кафедрой Харьковского авиационного института.

## Биография
Родился в Ковно в обеспеченной, многодетной еврейской семье. В 1917 году присоединился к большевистскому революционному движению. Воевал во 2-й конной армии Будённого, в трудовой книжке числится как 'конник-сабельник'. После революции получил инженерно-техническое образование. Работал в Москве и Харькове инженером-машиностроителем. 
Участник строительства Харьковского тракторного завода, потом работал на нем инженером и начальником инструментального цеха.
До войны главный инженер ХТЗ, Харьковского моторного завода им. Малышева. Принимал непосредственное участие в разработке дизельной части танка Tank T-34.
В июле 1941 работал на Челябинском тракторном заводе по налаживанию производства танковых дизелей.  Запустил эвакуированный из Харькова моторный завод за 35 дней при отведенном сроке в полтора месяца.
С октября 1941 по 1945 зам. директора Челябинского Кировского завода (в который был переименован ЧТЗ).
В 1945—1950 главный инженер Харьковского тракторного завода им. Орджоникидзе. Снят с должности в период «борьбы с космополитизмом».
В 1952—1975 профессор, заведующий кафедрой организации производства, а затем кафедрой начертательной геометрии и машиностроительного черчения в Харьковском авиационном институте.
Автор учебников и учебных пособий.
Награждён двумя орденами Ленина.